# داستان تولد
داستان تولد ، (به انگلیسی: The Nativity Story) یک فیلم درام آمریکایی برگرفته از کتاب مقدس و براساس تولد عیسی است که در سال ۲۰۰۶ به کارگردانی کاترین هاردویک ساخته شده‌است.
این فیلم در تاریخ یکم دسامبر سال ۲۰۰۶ پس از نمایش برتر در شهر واتیکان در ۲۶ نوامبر ۲۰۰۶ منتشر شد. این فیلم، اولین فیلمی بود که پیش‌نمایش جهانی خود را در شهر واتیکان برگزار کرد..

## بازیگران و نقش‌ها
- کیشا کاستل هیوز در نقش مریم
- اسکار آیزاک در نقش یوسف نجار
- حایم عباس در نقش حنا، مادر مریم
- شان توب در نقش عمران، پدر مریم
- کیران هایندز در نقش هیرود بزرگ
- شهره آغداشلو در نقش الیصابات
- استنلی تاونزند در نقش زکریا
- الکساندر صدیق در نقش جبرئیل
- اریک ابوآنی در نقش بالتازار
- الساندرو گیوگیولی در نقش هیرودیس آنتیپاس
- ندیم صوالحه در نقش ملکیور
- استفان کلیپا در نقش کاسپر مقدس
- آندرئا بروسکی

## تولید
این فیلم در ماترا و کراکو، ایتالیا، و ورزازات، مراکش فیلم‌برداری شد.

## پذیرایی

### باجه بلیط فروشی
داستان تولد به‌طور در هفته اول فروش در گیشه ۷٫۸ میلیون $ فروش داشت. این فیلم پس از اجرای اولیه خود با حدود ۳۷٫۶ میلیون دلار ناخالص داخلی و ۸٫۸ میلیون دلار ناخالص خارجی بسته شد و در نتیجه در کل انتشار جهانی تقریباً ۴۶٫۴ میلیون دلار با بودجه ۳۵ میلیون دلاری گزارش شده‌است.

## حوادث
کیشا کاستل هیوز هنگام فیلمبرداری باردار شد و این موضوع مورد توجه رسانه‌ها قرار گرفت.

## موسیقی
آهنگ این فیلم در آلبوم میخائیل دانا، در ۵ دسامبر ۲۰۰۶ منتشر شد. این آلبوم نامزد دریافت جایزه در سی و نهمین جوایز داو شد.
یک آلبوم آهنگ، با الهام از این فیلم نیز با عنوان The Nativity Story: Sacred Songs منتشر شد. این موسیقی توسط هنرمندانی چون ایمی گرنت، جسی ولاسکوئز و دیگران اجرا شده‌است.